# Nachkommenliste
Eine Nachkommenliste, auch Nachfahrenliste, ist in der Genealogie die Darstellung der Nachkommen eines Probanden bzw. eines Probanden-Elternpaares als fortlaufender Text, die gegenüber der Darstellung als Nachkommentafel erhebliche Raumeinsparung bedeutet.
Während die Zahl der Vorfahren eines Probanden in jeder Generation feststeht, ist die genaue Zahl der Nachkommen unbekannt bzw. unsicher. Es ist damit zu rechnen, dass bei vertiefter Forschung weitere Personen aufgefunden werden können, die dann nachträglich in die Genealogie eingefügt werden müssen. Auch die Reihenfolge innerhalb von Geschwisterschaften wird unklar, wenn die Geburtsrangfolge zwar Ordnungsprinzip, aber dennoch nicht bekannt ist.
Aus diesen Gründen lässt sich für eine Nachkommenliste, ebenso für Stammliste und Stammtafel, keine derart ideale Nummerierung finden, wie sie die Kekulé-Nummern für die Ahnenliste sind. Die praktische Zweckmäßigkeit der Nummerierung hängt davon ab, wie viele Generationen die Liste bzw. Tafel umfasst und wie umfangreich das Gesamtmaterial ist bzw. wie oft dieselben Nachkommen mehrfach und in verschiedenen Generationen vorkommen. Nachkommenlisten, vor allem die das 19. Jahrhundert überspannenden, haben die Tendenz, mit einem Faktor weit größer als 2 in einer jeden Generation geradezu zu explodieren. Modernen Methoden der Datenverarbeitung wird ein einfaches Verfahren gerecht, das jedem bekannten Nachfahren eine fortlaufende Zahl (z. B. 362) zuordnet und jede Person dann durch ihre eigene Zahl und die ihres Vaters oder ihrer Mutter (z. B. 110) in aufsteigender Linie eindeutig kennzeichnet (im Beispiel also 362–110). Neu aufgefundene Nachkommen erhalten dann einfach eine weitere Zahl, unabhängig von ihrer Stellung in der Nachkommenfolge. Übersichtlicher wird dieses System, wenn für jede Generation ein Zahlenbereich reserviert wird, der theoretisch nicht überschritten werden kann. Üblich ist auch die Hinzufügung einer römischen Zahl für die jeweilige Nachkommengeneration.
Die Darstellung der jeweiligen Personaldaten usw. in Nachkommenlisten erfolgt analog derjenigen in Ahnenlisten. Die Nachfahrung hat aber ihre eigenen methodischen Probleme. Wird von einem vor vielen Generationen lebenden, vielleicht berühmten Probanden (es gibt z. B. Nachkommenlisten für Martin Luther und Adam Ries) ausgegangen, so ist bis zur Gegenwart mit einer Tausende von Personen zählenden Nachkommenschaft zu rechnen, deren vollständige Ermittlung praktisch unmöglich sein kann.
Rückt man immer näher zur Gegenwart, spielen Quellen wie Adressbuch, Telefonbuch, Todesanzeige usw. und Methoden – wie etwa Fragebogen – eine Rolle, die für die Familienforschung nur selten herangezogen werden. Der Familiengeschichtsforscher wird hier auch mit Fragen des Datenschutzes konfrontiert. Praktische Bedeutung hat diese Forschung, wenn Erben für Personen gesucht werden, die ohne eigene leibliche Nachkommen gestorben sind.
Theoretisch wären vollständige Nachkommenlisten eine ideale Quelle für wissenschaftliche Auswertungen, beispielsweise zur Bevölkerungsgeschichte und zur sozialen Mobilität. Praktisch wird aber der Aussagewert derartiger Arbeiten durch den gegenüber Ahnenlisten noch größeren Arbeitsaufwand eingeschränkt, sowie auch dadurch, dass die Vollständigkeit von Nachfahrendaten schwer erreichbar oder beweisbar ist und damit durch Probleme der statistischen Repräsentativität.